# Jakob Kropp
Jakob Kropp (* 1918; † 19. Juli 1951 in Aachen) war ein deutscher Radrennfahrer.

## Sportliche Laufbahn
Kropp (auch Jacob) war im Straßenradsport und im Bahnradsport aktiv. Einen ersten Erfolg hatte er mit dem Sieg in der Aachener Straßenmeisterschaft 1936, er war gerade 18 Jahre alt geworden. 1937 wurde er Mitglied der Nationalmannschaft im Straßenradsport. Er siegte im Rechtsrheinischen Straßenpreis. Ende der 1930er Jahre gründete Kropp den Verein „RV Endspurt Kohlscheid“. 1940 gewann Kropp Rund um Köln bei den Amateuren vor Ludwig Hörmann. Ende der 1940er Jahre gehörte Kropp zu den dominierenden Amateuren im Straßenradsport. Er hatte allein bis Ende Juni 1948 sechs Eintagesrennen, darunter den Großen Straßenpreis von Köln und den Großen Westfälischen Straßenpreis, gewonnen. Im Verlauf der Saison kam noch der Sieg bei Berlin–Cottbus–Berlin dazu.
Am 19. Juli erlitt er einen tödlichen Sturz während eines Trainings auf der Radrennbahn Krummerück in Aachen.

## Familiäres
Sein Sohn Marsel Kropp und seine Neffen Cornel Kropp und Dieter Kropp waren ebenfalls Radrennfahrer.